# Cantone di Douai-Nord
Il Cantone di Douai-Nord era una divisione amministrativa dell'arrondissement di Douai.
È stato soppresso a seguito della riforma complessiva dei cantoni del 2014, che è entrata in vigore con le elezioni dipartimentali del 2015.
Comprendeva parte della città di Douai e i comuni di:
- Anhiers
- Flines-lez-Raches
- Lallaing
- Sin-le-Noble
- Waziers